# Кламрот, Антон
Антон Кламрот (нем. Anton Klamroth; 29 апреля 1860, Москва — 11 февраля 1929, Лейпциг) — немецкий художник. Сын скрипача Карла Кламрота.
Учился в гимназии в Москве, затем в Готе. В 1882 г. поступил в Технический университет в Шарлоттенбурге для изучения архитектуры, однако год спустя перешёл в Берлинскую академию художеств, где учился, в частности, у Карла Густава Хельквиста. В 1887 г. впервые принял участие в академической выставке. В 1890—1892 гг. работал над серией офицерских портретов в Майнингене, после чего обосновался в Лейпциге, где и провёл всю оставшуюся жизнь, если не считать поездок в Париж, Нидерланды и Египет. В 1893 г. открыл в Лейпциге Женскую школу живописи и рисунка (нем. Mal- und Zeichenschule für Damen). С 1897 г. постоянный участник парижских, берлинских, мюнхенских выставок. В 1913 г. в Готе состоялась персональная выставка Кламрота, включавшая 78 работ. Давал частные уроки (среди его учеников, в частности, Фриц Штукенберг).
Работал в основном акварелью и пастелью, был наиболее известен как портретист. Среди тех, чьи портреты он написал, — химик Вильгельм Оствальд, музыканты Артур Никиш, Фриц Штайнбах, Карл Райнеке, Фердинанд Пфоль, видный юрист (государственный обвинитель на процессе участников Капповского путча) Людвиг Эбермайер и др.
Кламрот был также известным коллекционером, председателем Европейского общества коллекционеров оловянных солдатиков.